# Kohlberg (Oberpfalz)
Kohlberg er en kommune i Landkreis Neustadt an der Waldnaab i Regierungsbezirk Oberpfalz i den tyske delstat Bayern. Den er en del af Verwaltungsgemeinschaft Weiherhammer.

## Geografi
Kohlberg ligger i Planungsregion Oberpfalz-Nord.
Ud over Kohlberg ligger i kommunenlandbyerne: Artesgrün, Hannersgrün, Röthenbach, Thannhof

## Historie
Byen var fra 1268 i wittelsbachernes besiddelse. Kohlberg hørte til Herrugdømmet Neuburg-Sulzbach og kom i 1777 under Kurfyrstedømmet Bayern. Den nuværende kommune blev dannet i 1818.